# Albino Michielli
Albino Michielli Strobel (Cortina d'Ampezzo, 4 novembre 1928 – Cortina d'Ampezzo, 19 aprile 1964) è stato un alpinista italiano.
Albino Michielli fu uno dei più noti esponenti del prestigioso gruppo alpinistico degli Scoiattoli di Cortina e divenne guida alpina nel 1955. Morì tragicamente cadendo dalla Torre Piccola di Falzarego, sul Lagazuoi.
Nel 1965, gli fu dedicata una delle classiche vie ferrate delle dolomiti, quella della Punta Fiames.

## Carriera alpinistica
Insieme ad altri Scoiattoli Albino aprì diverse nuove vie:
- 6 maggio 1950: Punta Armando (Pomagagnon, difficoltà IV/V)
- 15 luglio 1951: Cima Fanis di mezzo (Fanis, difficoltà V/VI)
- 26 agosto 1951: Campanile Federa (Croda da Lago, difficoltà IV/V)
- 28, 29 giugno 1953: parete SE (Taè, difficoltà VI+)
- 6 giugno 1954: via direttissima (Torre Piccola di Falzarego Lagazuoi, difficoltà V)
- 26 giugno 1955: parete SO (Spalti di Col Bechei, difficoltà V)
- 29 giugno 1955: Torre Scoiattoli (Pomagagnon, difficoltà V/V+)
- 4 luglio 1955: parete S (Cima del Burel Schiara, difficoltà V/VI)
- 10 luglio 1955: via Savina (Col Rosà, difficoltà VI)
- 21, 22 luglio 1959: Spigolo Scoiattoli Cima Ovest di Lavaredo (Tre cime di Lavaredo, difficoltà VI+)[4]
- 26 maggio 1960: parete SO (Punta Fiames, difficoltà V+)
- 11, 14 luglio 1960: punta Giovannina (Tofane, difficoltà  Vi+)[4]
- 24 agosto 1960: variante alta via Cassin-Vitali-Pozzi, Cima Piccolissima di Lavaredo (Tre Cime di Lavaredo, difficoltà VI)
- 18 settembre 1960: Scoglio Serenella Positano, difficoltà VI)
- luglio 1961: Punta della Fede (Lagazuoi, difficoltà VI)
- luglio 1961: Torrione Angelo Dibona (Tofane, difficoltà V/VI)
- giugno 1962: via Scoiattoli (Monte Paganuccio, difficoltà VI)
- luglio 1962: via Strobel, Becco d'Aial (Croda da Lago, difficoltà VI)
- 17, 22 giugno 1963: via Paolo VI, Pilastro della Rozes (Tofana di Rozes, difficoltà VI+)[4]